# بيل جنسن
بيل جنسن (بالإنجليزية: Bill Jensen)‏ هو رسام أمريكي، ولد في 26 نوفمبر 1945 في منيابولس في الولايات المتحدة.